# Hugo von Schauer

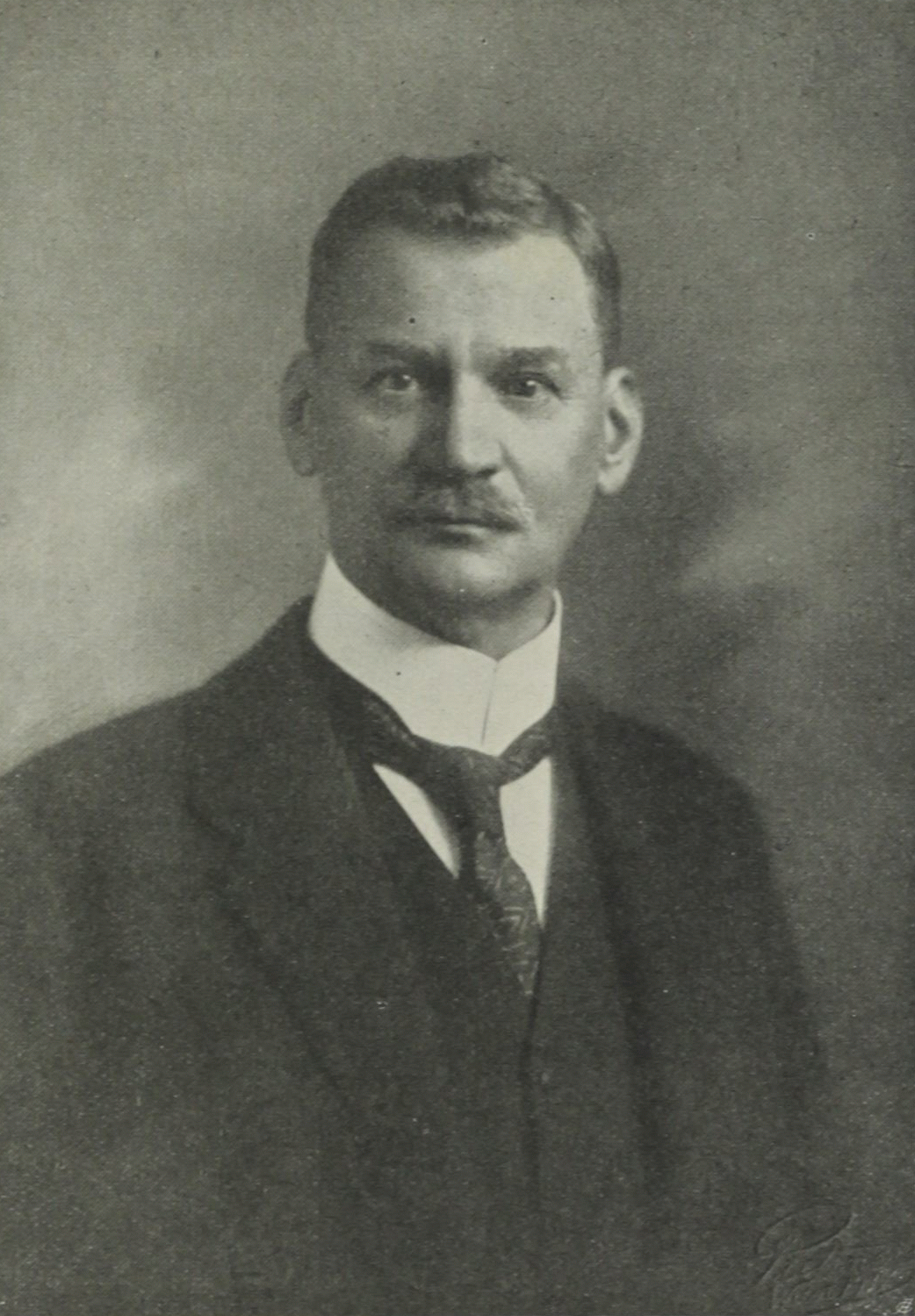
Hugo von Schauer von Carl Pietzner (Wiener Salonblatt, 13. Oktober 1917)

Ritter Hugo von Schauer (* 1. April 1862 in Leibnitz; † 3. April 1920 in Voitsberg) war ein österreichischer Jurist und von 1917 bis 1918 Justizminister.

## Leben
Hugo Schauer, Sohn des Arztes (Magister der Chirurgie und praktischer Arzt in Leibnitz) Anton Schauer und dessen Ehefrau Josefina, studierte von 1880 bis 1884 Jus an der Universität Graz. Nach der Promotion zum Dr. jur. 1885 trat er in den Justizdienst. 1893 begann seine Laufbahn im Justizministerium (1899 Sektionsrat, 1905 Ministerialrat, 1909 Sektionschef), wo er vor allem an privatrechtlichen Gesetzesarbeiten beteiligt war. 1917/18 hatte er im Ministerium Seidler das Amt des Justizministers inne.
Schauer erarbeitete gemeinsam mit Franz Klein die Reform der Zivilprozessordnung. Ein besonderes Anliegen war ihm die Jugendfürsorge. Im Jahr 1912 erfolgte seine Nobilitierung, 1917 wurde er zum Geheimrat ernannt.
Zwei Tage nach seinem 58. Geburtstag starb der zuletzt in Stallhofen bei Voitsberg lebende und seit 25. März 1893 mit Bertha (geborene Hittaler) verheiratete Schauer im Krankenhaus von Voitsberg an einer am Vortag plötzlich aufgetretenen Gedärmverwicklung. Drei Tage nach seinem Tod wurde er am Friedhof von Voitsberg beerdigt.